# Sommation de Hölder
En mathématiques, la sommation de Hölder est une méthode de sommation de série divergente introduite par Otto Hölder en 1882.

## Définition
Pour une série réelle ou complexe
{\displaystyle a_{1}+a_{2}+\cdots ,}
définissons
{\displaystyle H_{n}^{0}=a_{1}+a_{2}+\cdots +a_{n}}
{\displaystyle H_{n}^{k+1}={\frac {H_{1}^{k}+\cdots +H_{n}^{k}}{n}}}.
Si la limite
{\displaystyle \lim _{n\rightarrow \infty }H_{n}^{k}}
existe et est finie pour un certain k, cette antilimite est appelée la somme de Hölder de la série, et la série est dit convergente au sens de Hölder.
En particulier, comme la somme de Cesàro d'une série convergente existe toujours, la somme de Hölder d'une série peut s'écrire sous la forme suivante [Information douteuse]:
{\displaystyle \lim _{\begin{smallmatrix}n\rightarrow \infty \\k\rightarrow \infty \end{smallmatrix}}H_{n}^{k}}

### Exemples
- Pour k = 1, on retrouve la sommation de Cesàro.

- La série alternée des entiers

{\displaystyle \sum _{n=1}^{+\infty }(-1)^{n-1}n}
admet pour somme de Hölder 1/4, la méthode convergeant pour k = 2 :
{\displaystyle H_{n}^{2}={\frac {1}{n}}\sum _{k=1}^{n}\left({\frac {1}{k}}\sum _{j=1}^{k}\left(\sum _{i=1}^{j}(-1)^{i-1}i\right)\right)\longrightarrow {\frac {1}{4}}}

## Lien avec la sommation (C,k)
La sommation de Hölder à l'étape k équivaut à la (C, k)-sommation, avec les mêmes sommes .